# Koibumi
Koibumi (恋文, lit. carta de amor) é um filme japonês de drama de 1953 dirigido por Kinuyo Tanaka.

## Sinopse
Reikichi mora com seu irmão Hiroshi em Tóquio. Ele é bastante melancólico dado os eventos que presenciou na guerra, ao contrário do irmão mais novo, cheio de vida e energia, que ganha a vida revendendo livros. Reikichi passa todos os dias procurando por Michiko, seu amor de infância. Pouco antes da guerra, os pais de Michiko forçaram-na a casar e ela enviou-lhe uma carta de despedida na qual confessava o seu amor a Reikichi. Ao retornar da guerra, Reikichi soube da morte do marido de Michiko, mas a perdeu de vista e tem procurado ela incansavelmente.
É assim que ele conhece Naoto Yamaji, um ex-colega da marinha, que o convida para trabalhar com ele em Shibuya. Este último escreve cartas em inglês para os soldados americanos, já nos EUA, em nome das suas ex-amantes que pedem dinheiro. Reikichi concorda em trabalhar com Naoto. Seu irmão vem trabalhando duro para abrir uma livraria. Os negócios vão bem para os dois irmãos.
Um dia, enquanto Reikichi dorme na loja de Naoto, ele é acordado por uma mulher pedindo para escrever uma carta a um soldado americano que não lhe pagou nada. Em seu meio sono, Reikichi reconhece essa voz, demora um pouco para reagir e começa a perseguir Michiko. Ele finalmente a encontra depois de cinco anos. Mas o que ouviu antes o irritou, ele repreende duramente Michiko por não ter tentado encontrá-lo quando seu marido morreu e por ter tido um filho com um americano. Com o fim dessa conversa, os dois se separam.
Hiroshi, que entende os motivos do irmão, decide conciliar o casal. Naoto encontra a casa dela e sugere que ambos perdoem um ao outro. Ela concorda em ver Reikichi novamente só quando encontrar um emprego para ter uma situação mais respeitável. Chegado o dia, Reikichi não vai ao encontro organizado pelo irmão. Naoto o repreende e o convence a ir até lá, mas eles chegam tarde demais. Desesperada, Michiko se joga na frente de um carro. Quando Reikichi descobre, ele corre para o hospital. No final, Michiko começa a acordar e seus ferimentos não são graves.

## Elenco

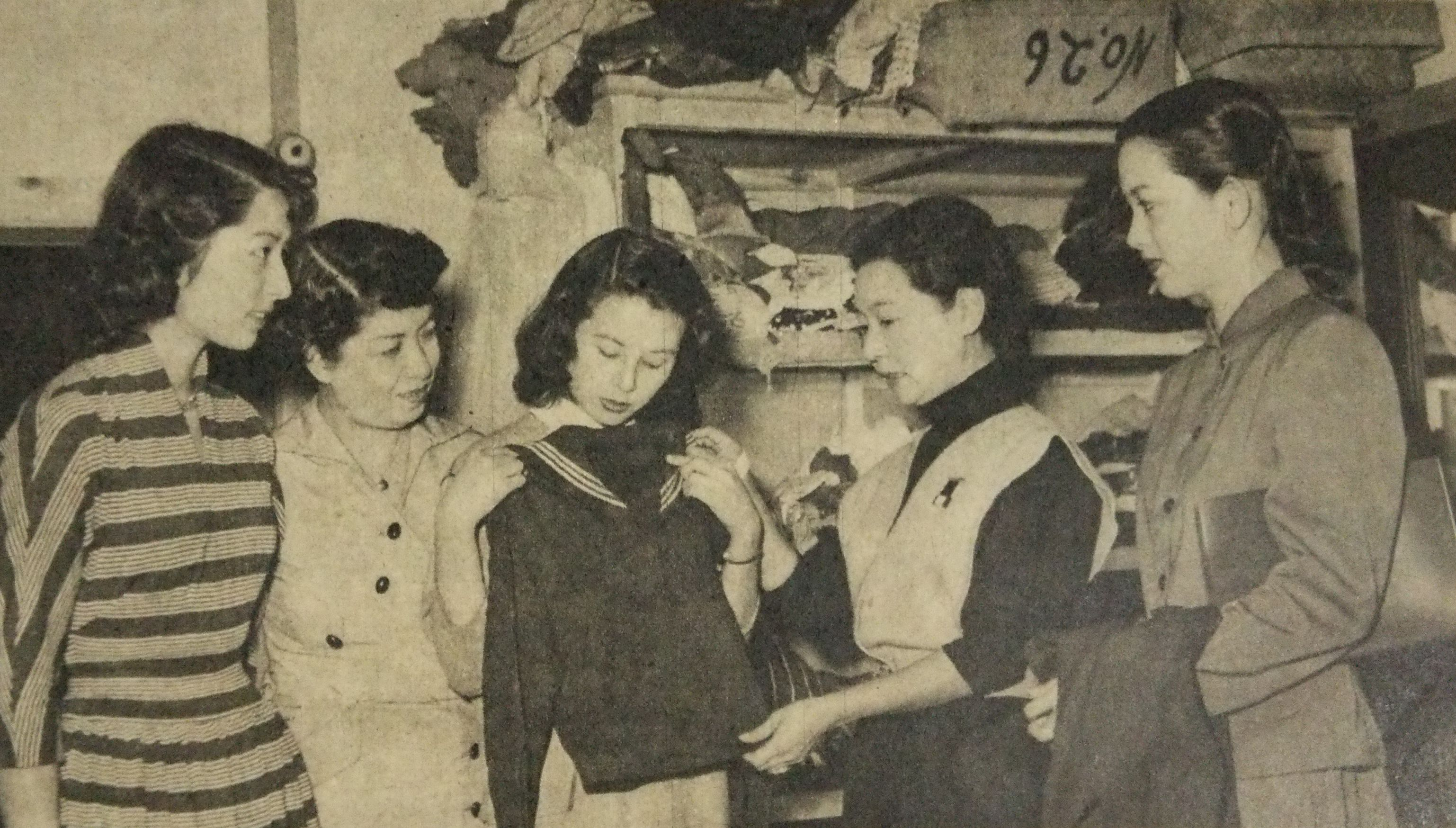
Foto do set do filme, com os atores, da esquerda para a direita Kyōko Kagawa, Kikuko Hanaoka, Yoshiko Kuga, Kinuyo Tanaka e Chieko Seki

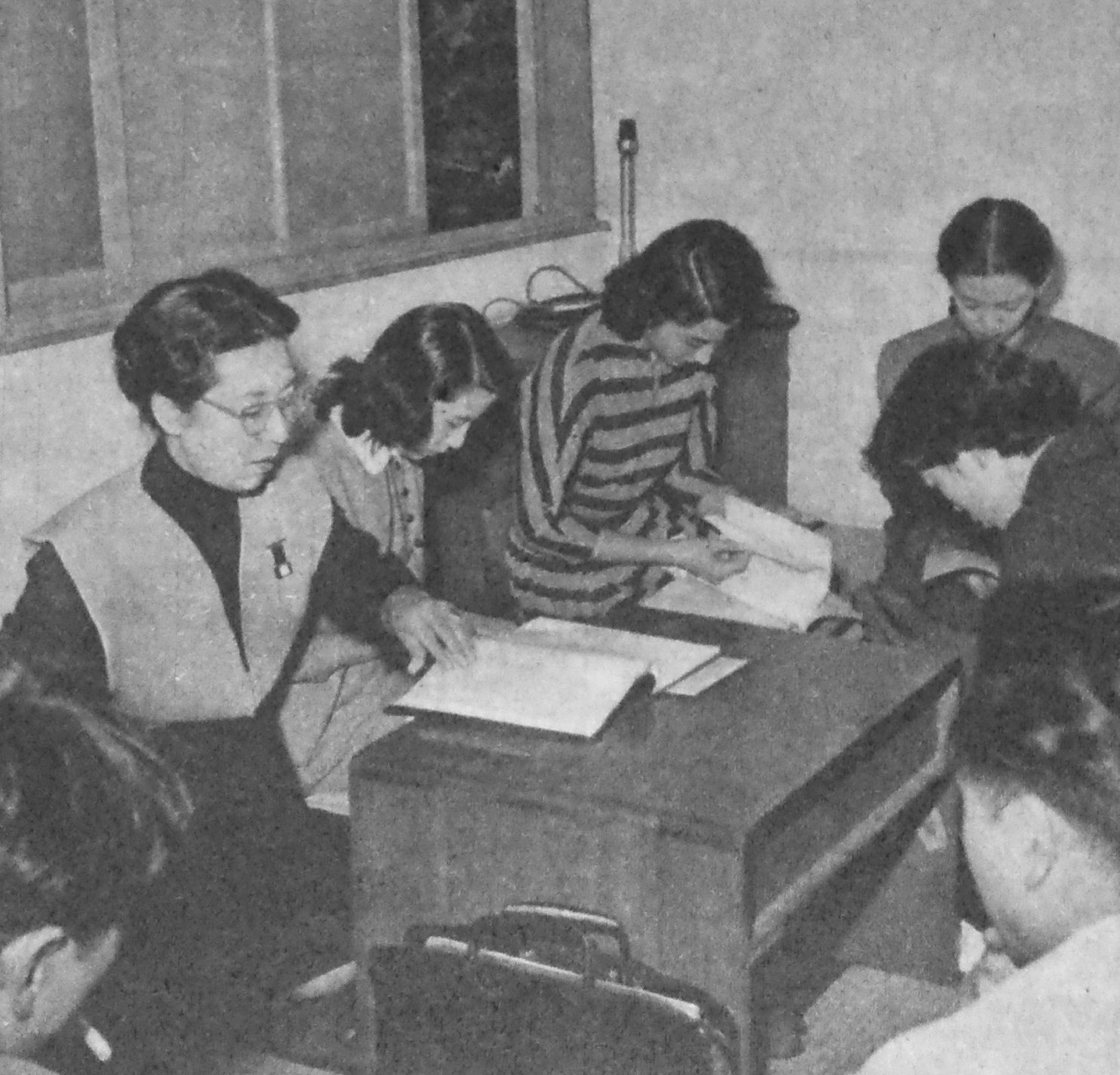
Foto do set do filme

- Masayuki Mori como Reikichi Mayumi
- Yoshiko Kuga como Michiko Kubota
- Jūkichi Uno como Naoto Yamaji
- Juzo Dosan como Hiroshi Mayumi, irmão de Reikichi
- Shizue Natsukawa como a mãe de Reikichi e Hiroshi
- Kyoko Kagawa como Yasuko, funcionária da livraria
- Sadako Sawamura como dona da livraria
- Minoru Takada como pai de Michiko
- Yoshiko Tsubouchi como sogra de Michiko
- Chieko Nakakita como Maria, uma prostituta
- Kinuyo Tanaka como uma cliente de Naoto Yamaji
- Yumeji Tsukioka como uma cliente de Naoto Yamaji
- Kikuko Hanaoka como uma cliente de Naoto Yamaji
- Kyoko Anzai como uma cliente de Naoto Yamaji
- Ranko Hanai como dona do restaurante de tonkatsu
- Chieko Seki como amiga de Hiroshi
- Shigeru Ogura como assistente de Hiroshi
- Toru Abe como um cliente na loja de Hiroshi
- Fumiko Okamura como dona do restaurante Peter's
- Chishū Ryū como um cliente do restaurante Peter's
- Kuniko Igawa como uma cliente do restaurante Peter's
- Yaeko Izumo como uma lojista
- Shuji Sano como homem do restaurante
- Takako Irie como dona de pensão de Michiko
- Koji Mitsui
- Akio Isono

## Produção
Kinuyo Tanaka é a primeira mulher japonesa do pós-guerra a seguir carreira de cineasta. Koibumi é o primeiro de seus seis filmes. Antes dela, a única cineasta mulher era Tazuko Sakane, que fazia muitos curtas-metragens a partir de 1936.
Evocando as cenas em que Reikichi procura Michiko em Shibuya (praça e estação de metrô), o crítico de cinema e ensaísta francês, Enrique Seknadje, comentou que "Tanaka teve a maravilhosa ideia de filmar diversas vezes o protagonista ao lado da estátua de bronze erguida em 1934 em homenagem ao cachorro Hachikō conhecido por ter acompanhado e esperado seu dono diariamente na estação, inclusive após sua morte, em 1925."

## Prêmios
- 1954: Prêmio Blue Ribbon de melhor roteiro para Keisuke Kinoshita (em conjunto com Magokoro e Nihon no Higeki)[5]
- 1954: Prêmio Mainichi de melhor roteiro para Keisuke Kinoshita (em conjunto com Magokoro e Nihon no Higeki)[6]